# シャトル (ライフゲーム)
シャトル (shuttle) とは、ライフゲームにおける物体の1つである。単独で存在する場合最後には別の形になってしまうが、適切な物体と組み合わせることによって振動子や繁殖型にすることができる。
自然に生まれることもあるが、グライダー銃の部品として意図的に配置・生成されることも多い。

## 女王蜂
女王蜂は以下のような12セルの物体で、シャトルの本体がとるパターンの1つである。
この物体が単独で存在した場合、15単位時間後に本体は左側に移動し向きが逆になる。また、右側に蜂の巣が発生する。さらに15単位時間かけて、左側に蜂の巣を発生させつつ本体は元の位置に戻ろうとする。しかし、最初に発生した蜂の巣が干渉して複雑な変化を始める。最終的にはブロック6個とブリンカー2個になる。

### 発生
シャトルの本体は、以下のような船とグライダーの衝突によって作ることができる。
船は池とグライダーの衝突で作ることができ、池はグライダー同士の衝突で作ることができる。すなわち、シャトルの本体は4つのグライダーの衝突で作ることができる。

### 振動子
蜂の巣を消去するためにイーターを配置すれば女王蜂=シャトルの本体は30単位時間ごとに元の位置に戻る振動子となる。通常はイーターとしてブロックが使用される。
両側にブロックを配置したシャトルは、ブロックの位置によってシス型とトランス型の2種類に分類することができる。ブロックが女王蜂の対称軸と平行なものをシス型、そうでないものをトランス型という。
片側にブロックではなくイーターを配置したものを Buckaroo（カウボーイの意味）という。これも周期30の振動子である。Buckarro は、グライダーの軌道を90度曲げることができる。
別のシャトルを衝突させ、蜂の巣（になる予定の部分）を互いに干渉させて、消す方法もある。たとえば女王蜂を以下のように配置すると、蜂の巣になる予定の部分が互いに干渉し、何も残らない。
蜂の巣に、垂直方向から衝突させる方法もある。4つの女王蜂をループ状に配置したシャトルのみの振動子は、2008年に Nicolay Beluchenko により独立に再発見された。

### グライダー銃

ゴスパーらによるグライダー銃

MITのビル・ゴスパーらのグループは、シャトルが蜂の巣を生成するのに目をつけ、これに手を加えることでグライダーを発生できないかと考えた。彼らは、2台のシャトルをずらして配置することによりグライダー銃ができることを発見した。

## その他
シャトルという言葉は、この物体を含めた「往復運動をする物体全般」をさすこともある。代表的な物体に「bヘプトミノ対」がある。以上で紹介したシャトルを特に指す場合は女王蜂シャトルとも言う。